# 17 juni
17 juni is de 168ste dag van het jaar (169ste dag in een schrikkeljaar) in de gregoriaanse kalender. Hierna volgen nog 197 dagen tot het einde van het jaar.

## Gebeurtenissen
- Algemeen
  - 1911 - De Universiteit van IJsland wordt gesticht.
  - 1994 - Na een achtervolging, die live te zien was op televisie, wordt O.J. Simpson gearresteerd als verdachte van moord op zijn ex-vrouw en een vriend van haar.
- Media
  - 1845 - In 's-Hertogenbosch verschijnt het eerste nummer van het dagblad De Tijd, dat toen driemaal per week uitkwam.
- Politiek
  - 1579 - Sir Francis Drake eist Californië voor Engeland op.
  - 1944 - IJsland wordt een parlementaire republiek naar Scandinavisch model, onafhankelijk van de overige Scandinavische landen.
  - 1953 - Arbeidersopstand in de DDR.
  - 1959 - Éamon de Valera wordt gekozen tot president van Ierland.
  - 2023 - De Russische Federatie hevelt tactische nucleaire wapens over naar buurland Wit-Rusland, dat tevens hun bondgenoot is in de oorlog in Oekraïne.[1]
- Religie
  - 1839 - Koning Kamehameha III van Hawaï verleent de Rooms-katholieken onder Franse druk godsdienstvrijheid.
- Oorlog
  - 1580 - De Slag op de Hardenbergerheide tussen het Spaanse leger en de Staatse huurlingen vindt plaats.
  - 1638 - Veldmaarschalk Willem van Nassau-Siegen lijdt in de Slag bij Kallo een aanmerkelijk verlies van 2000 man, waaronder zijn zoon Maurits Frederik.
  - 1940 - De RMS Lancastria werd getorpedeerd waarbij minimaal 4.000 vluchtelingen en RAF soldaten om het leven komen die geëvacueerd zijn na de Slag om Duinkerke.
- Sport
  - 1962 - Brazilië wint in Chili het WK voetbal door Tsjecho-Slowakije in de finale met 3-1 te verslaan.
  - 1994 - In de openingswedstrijd van het WK voetbal wint titelverdediger Duitsland met 1-0 van Bolivia door een treffer van spits Jürgen Klinsmann.
  - 2007 - De Nederlandse Paralympisch atlete Annette Roozen krijgt een Bronzen Nelli Cooman op de Nelli Cooman Games voor haar prestaties (WR 100m en 200m (eerste wedstrijd op de 200m)).
- Wetenschap en technologie
  - 1885 - Het Vrijheidsbeeld komt aan in de haven van New York.
  - 1970 - Octrooiaanvraag van Edwin Land op de polaroidcamera.
  - 1976 - China test zijn eerste waterstofbom.
  - 1985 - Lancering van Spaceshuttle Discovery voor missie STS-51G met onder meer Sultan bin Salman al-Saoed uit Saoedi-Arabië. Hij is de eerste Arabier, Moslim en lid van een koninklijke familie die de ruimte bereikt.[2]

## Geboren

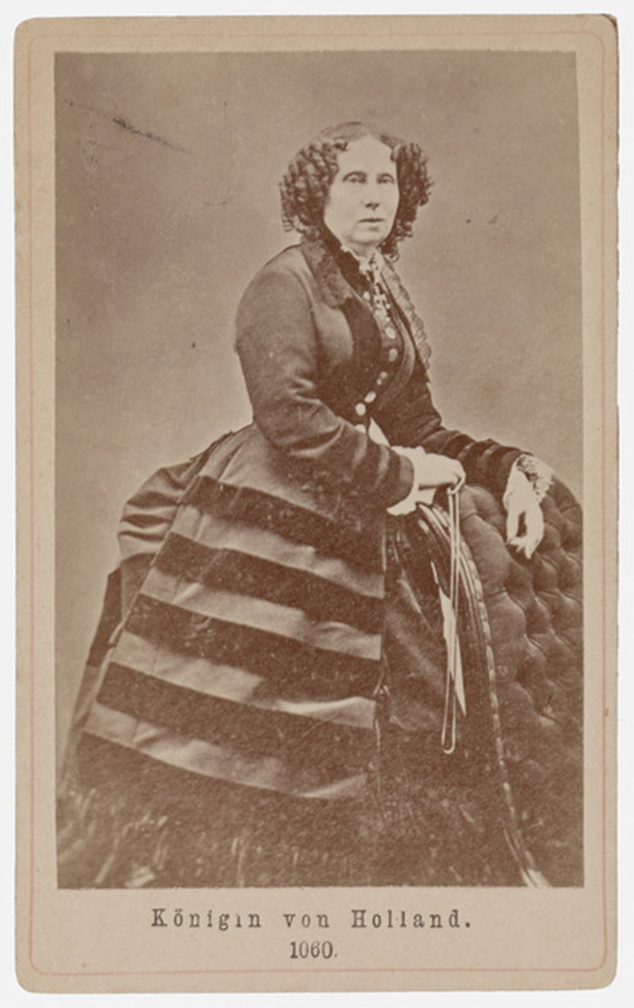
Sophie van Württemberg
geboren in 1818

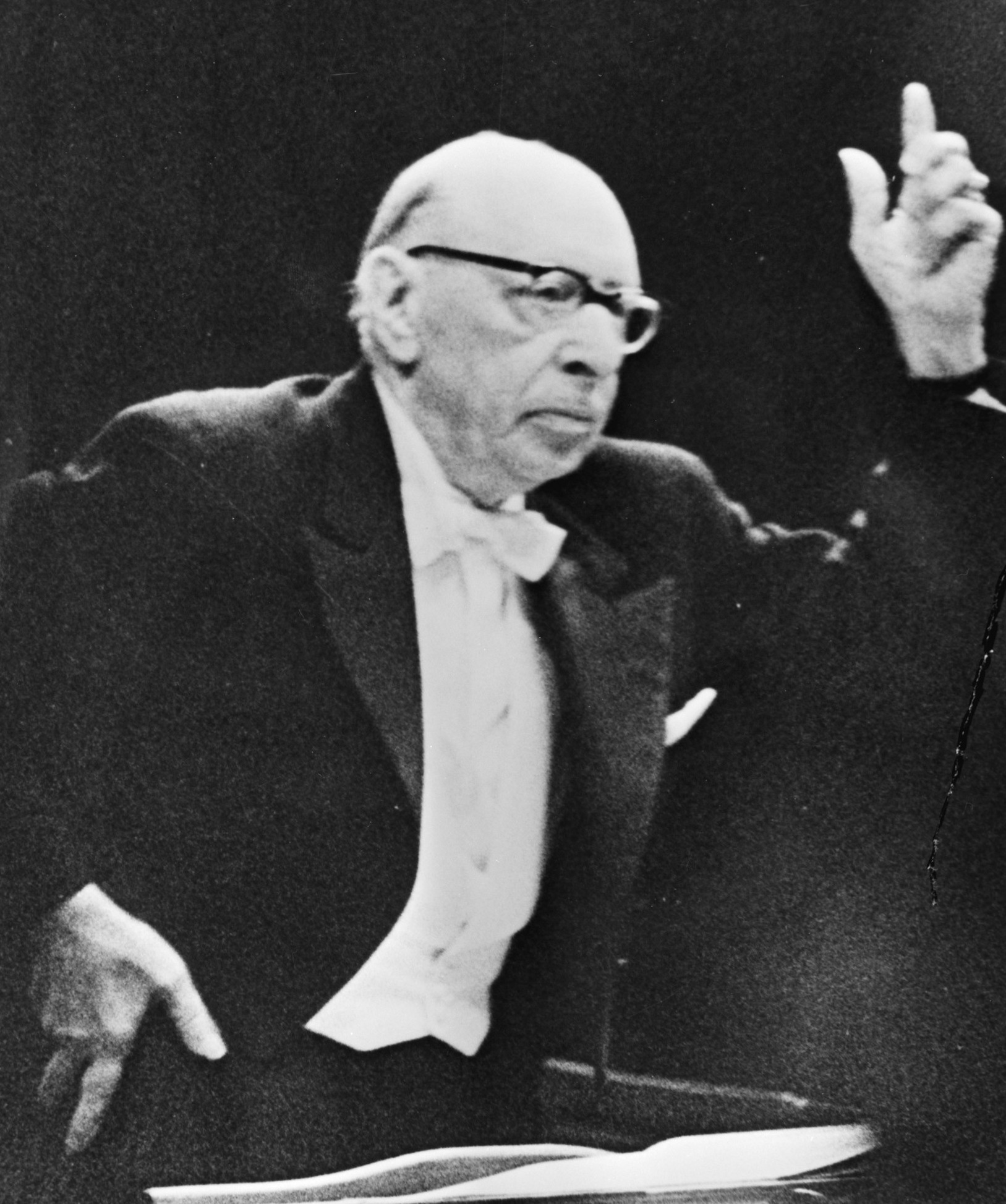
Igor Stravinsky
geboren in 1882

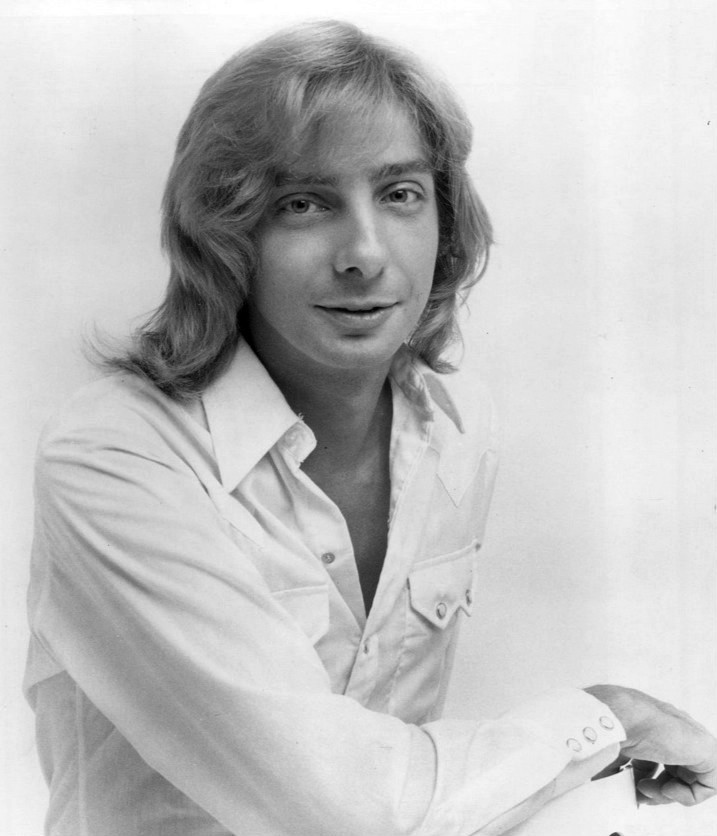
Barry Manilow
geboren in 1943

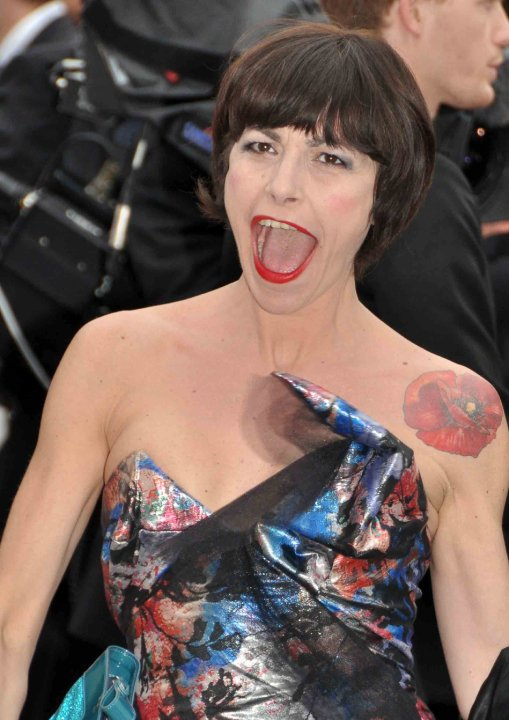
Lio
geboren in 1962

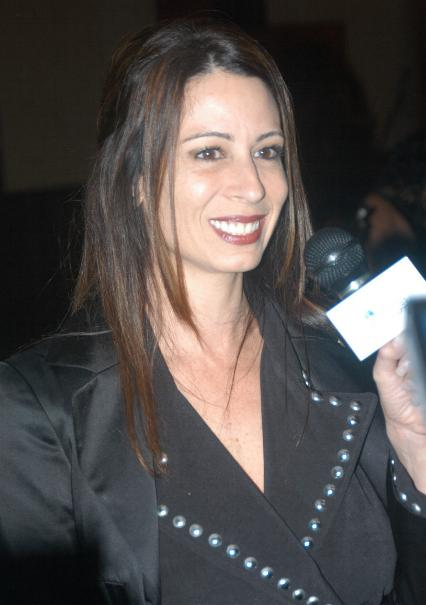
Christy Canyon
geboren in 1966

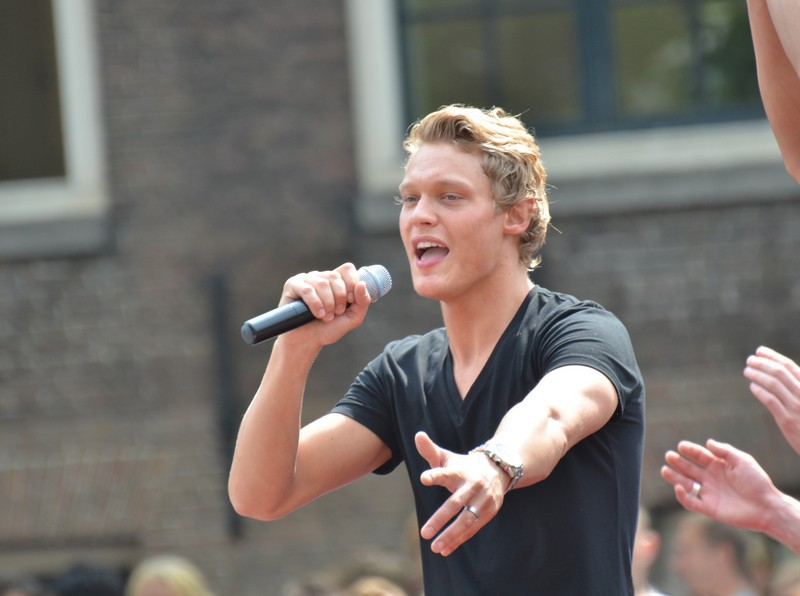
Ferry Doedens
geboren in 1990

- 801 - Drogo van Metz, Frankisch aartsbisschop (overleden 855)
- 1239 - Eduard I, koning van Engeland (overleden 1307)
- 1682 - Karel XII, koning van Zweden (overleden 1718)
- 1703 - John Wesley, Brits theoloog, oprichter van de Methodisten (overleden 1791)
- 1738 - Andreas Bonn, Nederlands arts, anatoom en chirurg (overleden 1817)
- 1791 - Roberto Cofresí, Puerto Ricaans piraat (overleden 1825)
- 1800 - William Parsons, Iers astronoom (overleden 1867)
- 1818 - Charles Gounod, Frans componist (overleden 1893)
- 1818 - Sophie van Württemberg, koningin der Nederlanden (overleden 1877)
- 1832 - William Crookes, Brits natuur- en scheikundige (overleden 1919)
- 1838 - Jeronimo de Vries, Nederlands dominee-dichter (overleden 1915)
- 1839 - Henry Holiday, Engels kunstschilder, glazenier en illustrator (overleden 1927)
- 1849 - Andrea Aiuti, Italiaans curiekardinaal (overleden 1905)
- 1875 - Philip Kohnstamm, Nederlands pedagoog (overleden 1951)
- 1880 - Carl Van Vechten, Amerikaans schrijver en fotograaf (overleden 1964)
- 1882 - Igor Stravinsky, Russisch componist (overleden 1971)
- 1883 - Johann Wartner, Duits politicus (overleden 1963)
- 1884 - Willem Bernadotte, prins van Zweden (overleden 1965)
- 1885 - Paul Oppenheim, Duits wetenschapper (overleden 1977)
- 1888 - Heinz Guderian, Duits generaal (overleden 1954)
- 1890 - Henk Janssen, Nederlands touwtrekker (overleden 1969)
- 1893 - Gillis Grafström, Zweeds kunstschaatser (overleden 1938)
- 1898 - Maurits Cornelis Escher, Nederlands grafisch kunstenaar (overleden 1972)
- 1898 - Harry Patch, Brits oorlogsveteraan (overleden 2009)
- 1897 - Brecht Willemse, Nederlands communiste en verzetsstrijdster (overleden 1984)
- 1904 - Ralph Bellamy, Amerikaans acteur (overleden 1991)
- 1907 - Charles Eames, Amerikaans ontwerper en architect (overleden 1978)
- 1910 - H. Owen Reed, Amerikaans componist, muziekpedagoog, musicoloog en dirigent (overleden 2014)
- 1912 - Myron Fohr, Amerikaans autocoureur (overleden 1994)
- 1913 - Lode Claes, Belgisch journalist en politicus (overleden 1997)
- 1919 - Max Dendermonde, Nederlands schrijver (overleden 2004)
- 1919 - Ton Lutz, Nederlands acteur (overleden 2009)
- 1919 - Galina Oestvolskaja, Russisch componiste (overleden 2006)
- 1921 - Tony Scott, Amerikaans jazzklarinettist (overleden 2007)
- 1923 - Anthony Joseph Bevilacqua, Amerikaans kardinaal-aartsbisschop van Philadelphia (overleden 2012)
- 1924 - Wiebe Draijer, Nederlands hoogleraar en politicus (overleden 2007)
- 1926 - Giovanni Invernizzi, Italiaans roeier (overleden 1986)
- 1929 - Ward Ruyslinck, Belgisch auteur (overleden 2014)
- 1929 - James Shigeta, Amerikaans acteur en zanger (overleden 2014)
- 1931 - John Baldessari, Amerikaans conceptueel kunstenaar (overleden 2020)
- 1932 - Enrico Benzing, Italiaans ingenieur en journalist
- 1933 - James Shigeta, Amerikaans acteur (overleden 2014)
- 1935 - Johannes Boersma, Nederlands archeoloog
- 1935 - José María Gil-Robles y Gil-Delgado, Spaans politicus (overleden 2023)
- 1935 - Jaap Gutker, Nederlands politicus (overleden 2022)
- 1936 - Jan D. van Laar, Nederlands organist en componist
- 1936 - Ken Loach, Brits regisseur
- 1938 - Grethe Ingmann, Deens zangeres (overleden 1990)
- 1941 - William Lucking, Amerikaans acteur (overleden 2021)
- 1941 - Roger Quemener, Frans atleet (overleden 2021)
- 1942 - Mohammed el-Baradei, Egyptisch diplomaat en Nobelprijswinnaar
- 1943 - Newt Gingrich, Amerikaans politicus
- 1943 - Lenze Koopmans, Nederlandse hoogleraar, bedrijfscommissaris (overleden 2015)
- 1943 - Barry Manilow, Amerikaans zanger
- 1944 - Annemie Neyts, Belgisch politica
- 1945 - Tommy Franks, Amerikaans generaal
- 1945 - Ken Livingstone, burgemeester van Londen
- 1945 - Eddy Merckx, Belgisch wielrenner
- 1946 - Piet Wiersma, organist (overleden 2003)
- 1947 - Christopher Allport, Amerikaans televisieacteur (overleden 2008)
- 1948 - Sho Kosugi, Japans acteur
- 1948 - Harry Otten, Nederlands meteoroloog
- 1950 - Han Berger, Nederlands voetbalcoach
- 1950 - Dany Lademacher, Belgisch gitarist (overleden 2025)
- 1951 - Bart Plouvier, Belgisch schrijver (overleden 2021)
- 1952 - Miguel Ángel Ayuso Guixot, Spaans kardinaal (overleden 2024)
- 1952 - Mortada Mansour, Egyptisch jurist, sportbestuurder en politicus
- 1953 - Eltjo Schutter, Nederlands atleet
- 1954 - Mark Linn-Baker, Amerikaans acteur
- 1955 - Marcel Di Domenico, Luxemburgs voetballer
- 1956 - Paul Sherwen, Engels wielrenner (overleden 2018)
- 1957 - René van den Abeelen, Nederlands radio-dj
- 1957 - Jon Gries, Amerikaans acteur, schrijver, filmregisseur en filmproducent
- 1957 - Jack Wouterse, Nederlands acteur
- 1958 - Jello Biafra, Amerikaans muzikant
- 1958 - Dan McVicar, Amerikaans acteur
- 1959 - Adrie van der Poel, Nederlands wielrenner
- 1960 - Hans van Baalen, Nederlands politicus (VVD) (overleden 2021)
- 1960 - Adrián Campos, Spaans autocoureur (overleden 2021)
- 1960 - Staf Depla, Nederlands politicus (PvdA)
- 1960 - Thomas Haden Church, Amerikaans acteur
- 1961 - Branko Damljanović, Servisch schaker
- 1961 - Koichi Yamadera, Japans acteur en stemacteur
- 1962 - Lio, Portugees-Belgisch zangeres
- 1962 - Bruce Robertson, Canadees roeier
- 1963 - Christoph Gilli, Zwitsers voetballer (overleden 2010)
- 1963 - Greg Kinnear, Amerikaans acteur
- 1964 - Michael Groß, Duits zwemmer
- 1964 - Ricardo Moniz, Nederlands voetballer en voetbaltrainer
- 1965 - José Oscar Herrera, Uruguayaans voetballer
- 1965 - Dan Jansen, Amerikaans schaatser
- 1965 - Richard Polaczek, Belgisch schaker
- 1966 - Christy Canyon, Amerikaans pornoactrice
- 1966 - Marc De Hous, Belgisch tennistrainer
- 1966 - Jason Patric, Amerikaans acteur
- 1967 - Sonya Eddy, Amerikaans actrice (overleden 2022)
- 1967 - Marianne Vlasveld, Nederlands triatleet en langlaufster
- 1967 - Zinho, Braziliaans voetballer
- 1969 - Paul Tergat, Keniaans atleet
- 1970 - Erik Hulzebosch, Nederlands marathonschaatser
- 1970 - Michael Showalter, Amerikaans acteur, filmregisseur, filmproducent en scenarioschrijver
- 1971 - Fortunato Cerlino, Italiaans acteur
- 1971 - Paulina Rubio, Mexicaans actrice en zangeres
- 1972 - Iztok Čop, Sloveens roeier
- 1973 - Leander Paes, Indiaas tennisser
- 1974 - Krayzie Bone, Amerikaans rapper
- 1975 - Altin Haxhi, Albanees voetballer
- 1975 - Joshua Leonard, Amerikaans acteur, filmregisseur, filmproducent en scenarioschrijver
- 1975 - Néstor Pitana, Argentijns voetbalscheidsrechter
- 1976 - Scott Adkins, Brits acteur
- 1976 - Patricia Etnel, Surinaams politica (overleden 2025)
- 1976 - Sven Nys, Belgisch veldrijder
- 1977 - Bernardo Guillermo, Nederlands industrieel ontwerper; lid koninklijke familie
- 1977 - Karl Menzies, Australisch wielrenner
- 1978 - Masato Uchishiba, Japans judoka
- 1979 - Frank Mugisha, Oegandees homorechtenactivist
- 1979 - Young Maylay (Chris Bellard), Amerikaans stemacteur en rapper
- 1980 - Shitaye Gemechu, Ethiopisch atlete
- 1980 - Martin Senff, Duits schaker
- 1980 - César Soto Grado, Spaans voetbalscheidsrechter
- 1980 - Venus Williams, Amerikaans tennisster
- 1982 - Arthur Darvill, Brits acteur en muzikant
- 1982 - Alex Rodrigo Dias da Costa, Braziliaans voetballer
- 1982 - Jodie Whittaker, Brits actrice
- 1983 - Lee Ryan, Brits zanger
- 1984 - John Gallagher Jr., Amerikaans acteur en muzikant
- 1984 - Kevin Pu, Chinees autocoureur
- 1984 - Ilaria Salis, Italiaans activist en politicus
- 1985 - Marcos Baghdatis, Cypriotisch tennisser
- 1985 - Tom Daemen, Nederlands voetballer
- 1985 - Manuel Fettner, Oostenrijks schansspringer
- 1985 - Rafael Sóbis, Braziliaans voetballer
- 1986 - Marie Avgeropoulos, Canadees actrice en model
- 1986 - Helen Glover, Brits roeister
- 1986 - Mike Riddle, Canadees freestyleskiër
- 1987 - Anžej Dežan, Sloveens popzanger
- 1987 - Kendrick Lamar, Amerikaans rapper
- 1988 - Carlos Quinchara, Colombiaans triatleet
- 1988 - Stephanie Rice, Australisch zwemster
- 1989 - Simone Battle, Amerikaans zangeres en actrice (overleden 2014)
- 1989 - Queralt Castellet, Spaans snowboardster
- 1990 - Ferry Doedens, Nederlands acteur
- 1990 - Alan Dzagojev, Russisch voetballer
- 1990 - Jordan Henderson, Brits voetballer
- 1990 - Hansle Parchment, Jamaicaans atleet
- 1991 - Robert Berić, Sloveens voetballer
- 1992 - Victor Guerin, Braziliaans autocoureur
- 1992 - Maxime Lestienne, Belgisch voetballer
- 1992 - André Negrão, Braziliaans autocoureur
- 1992 - Fredrik Ulvestad, Noors voetballer
- 1992 - Hugo Valente, Frans autocoureur
- 1994 - Konstantin Teresjtsjenko, Russisch autocoureur
- 1994 - Gert van Hoef, Nederlands organist
- 1995 - Anamarija Lampič, Sloveens langlaufster
- 1995 - Clément Lenglet, Frans voetballer
- 1996 - Ivan Jakimoesjkin, Russisch langlaufer
- 1997 - KJ Apa (Keneti James Fitzgerald), Nieuw-Zeelands acteur
- 1997 - Harm Vanhoucke, Belgisch wielrenner
- 1999 - Luis Sinisterra, Colombiaans voetballer
- 1999 - Immanuel Quickley, Amerikaans basketballer
- 1999 - Noa Lang, Nederlands voetballer
- 2000 - Odessa A'zion (Odessa Zion Segall Adlon), Amerikaans actrice
- 2000 - Levke Kretschmann, Duits handbalster
- 2000 - Masai Russell, Amerikaans atlete
- 2001 - Jurriën Timber, Nederlands voetballer
- 2002 - Lisa Mantler, Duits internetpersoonlijkheid
- 2002 - Lena Mantler, Duits internetpersoonlijkheid
- 2002 - Sean Negrette, Gibraltarees darter
- 2006 - Daniela Galic, Australisch voetbalster
- 2006 - Emilia Szymczak, Pools voetbalster

## Overleden

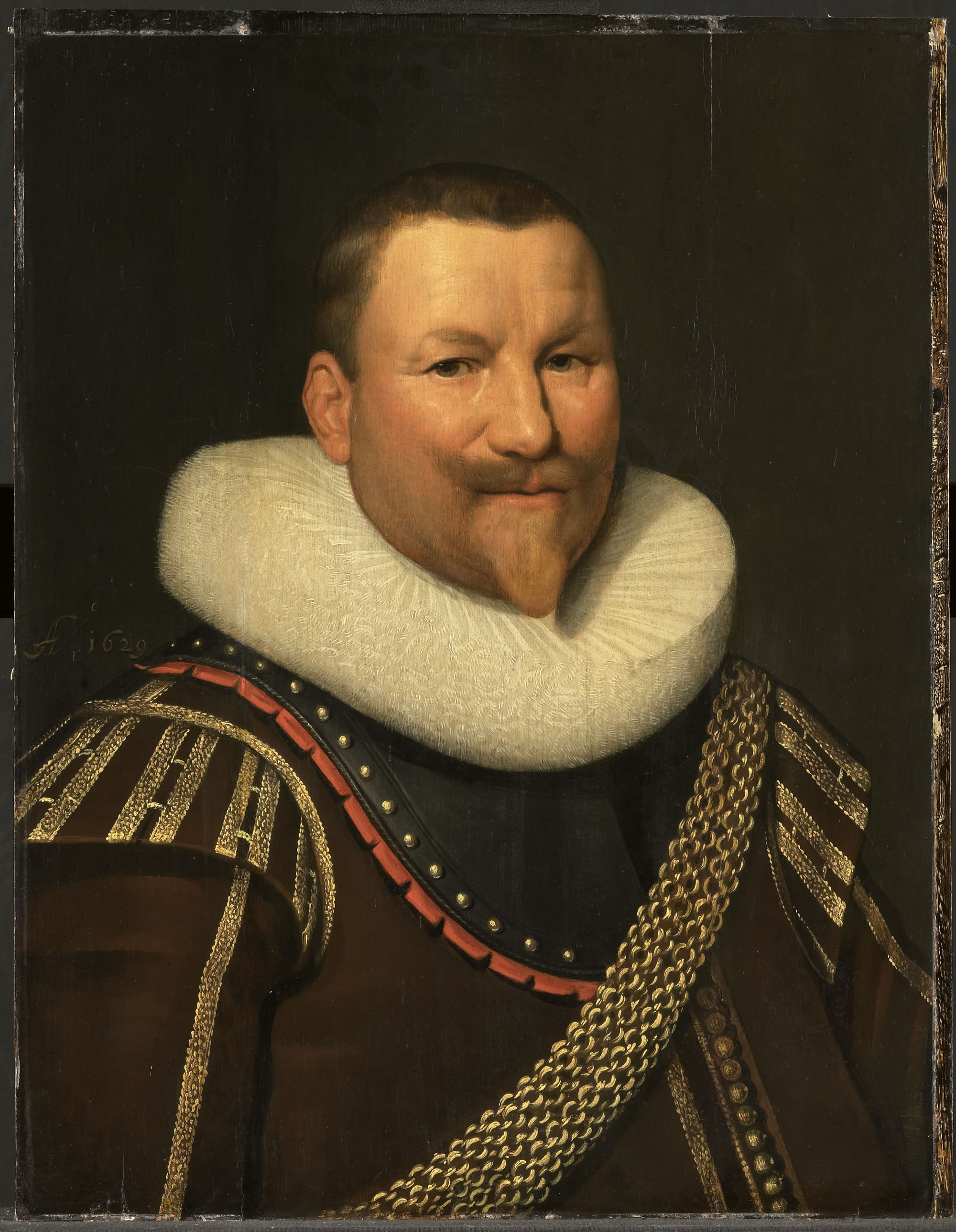
Piet Hein
overleden in 1629

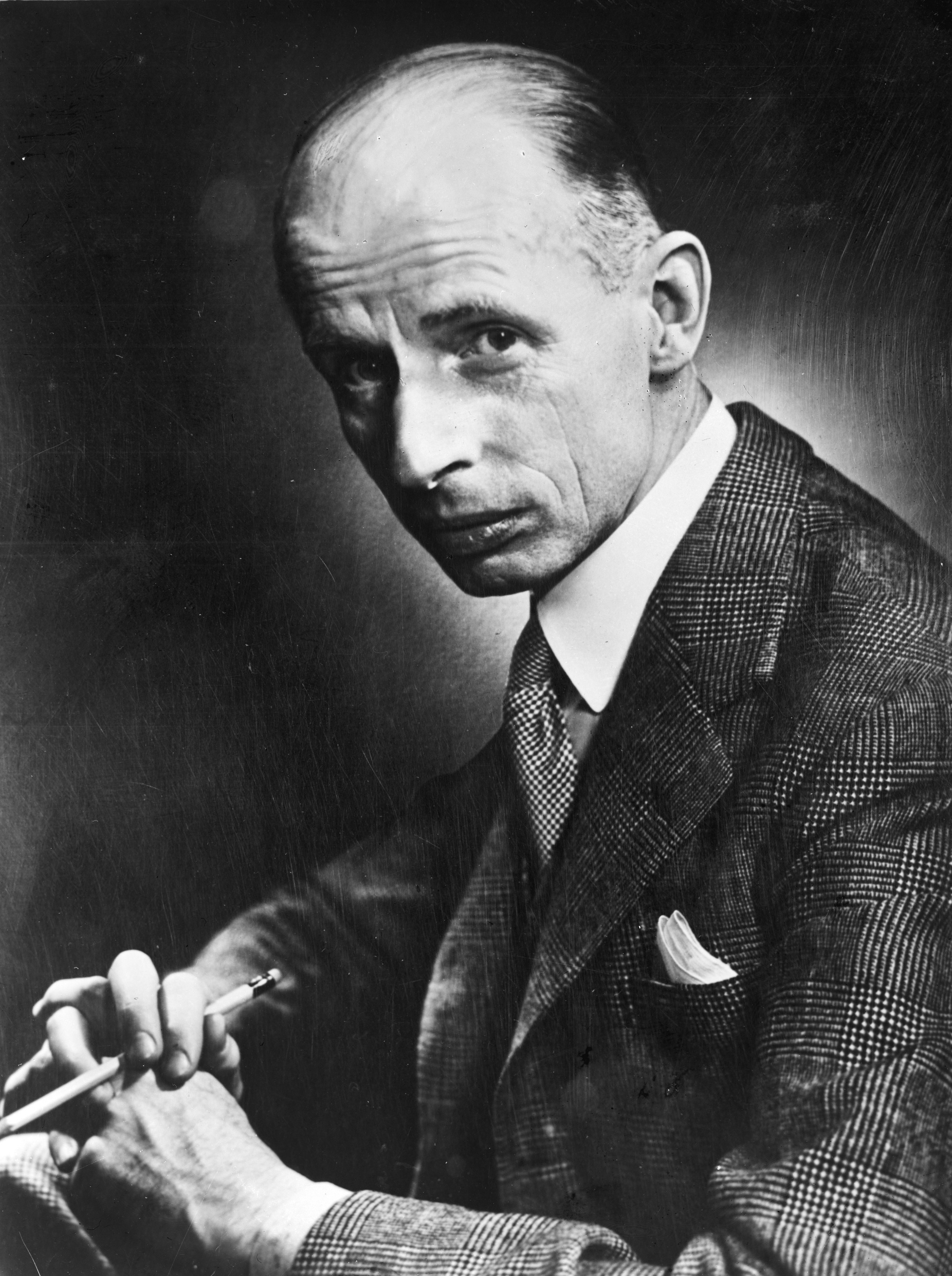
Eelco van Kleffens
overleden in 1983

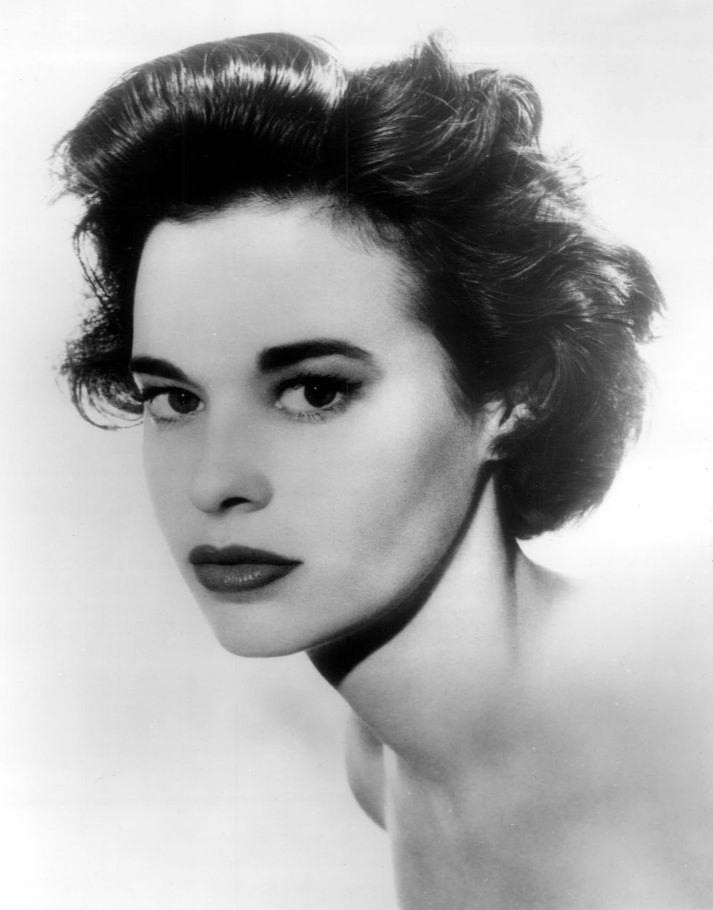
Gloria Vanderbilt
overleden in 2019

- 676 - Adeodatus II, paus van de Katholieke Kerk
- 1566 - Françoise van Luxemburg-Ligny, Frans gravin
- 1579 - Johannes Stadius (52), Belgisch astronoom, astroloog en wiskundige
- 1629 - Piet Hein (51), Nederlands luitenant-admiraal van de West-Indië Compagnie
- 1638 - Maurits Frederik van Nassau-Siegen (17), Duits graaf en officier in het Staatse leger
- 1696 - Jan III Sobieski (66), Pools koning
- 1849 - Bernard Fiocco (84), Vlaams politicus
- 1858 - Rani Lakshmibai (29), Indiaas koningin en rebel
- 1888 - Hendrik Frans Bracq (84), Belgisch bisschop van Gent
- 1897 - Sebastian Kneipp (76), Duits geestelijke en alternatief genezer
- 1937 - Maurice Dumas (58), Nederlands zanger en komiek
- 1944 - Heinz Hellmich (54), Duits generaal
- 1961 - Jeff Chandler (42), Amerikaans acteur
- 1963 - Alan Brooke (79), Brits veldmaarschalk
- 1963 - Carl Friedrich Roewer (81), Duits arachnoloog
- 1968 - José Nasazzi (67), Uruguayaans voetballer
- 1973 - Nils Sandström (79), Zweeds atleet
- 1977 - Walter Bossier (78), bibliothecaris van de stadsbibliotheek van Brugge
- 1979 - Tesourinha (57), Braziliaans voetballer
- 1980 - Lazaro Francisco (82), Filipijns auteur
- 1982 - Roberto Calvi (62), Italiaans zakenman en voorzitter van de Banco Ambrosiano
- 1983 - Eelco van Kleffens (88), Nederlands politicus
- 1986 - Martien Coppens (78), Nederlands fotograaf
- 1996 - Thomas Kuhn (73), Amerikaans filosoof
- 1996 - Carlo Tonon (41), Italiaans wielrenner
- 1999 - Basil Hume (76), Brits kardinaal-aartsbisschop van Westminster
- 2002 - Rino Benedetti (73), een Italiaans wielrenner
- 2002 - Willie Davenport (59), Amerikaans atleet
- 2002 - Fritz Walter (81), Duits voetballer
- 2004 - Jacek Kuroń (70), Pools politicus
- 2006 - Bussunda (43), Braziliaans komiek
- 2006 - Abdoel-Chalim Sadoelajev (38/39), Tsjetsjeens sjeik
- 2007 - Gianfranco Ferré (62), Italiaans modeontwerper
- 2008 - Cyd Charisse (86), Amerikaans danseres en actrice
- 2008 - Henryk Mandelbaum (85), Pools Holocaustoverlevende (Sonderkommando van het vernietigingskamp Auschwitz)
- 2010 - Lucy Loes (82), Belgisch volkszangeres
- 2012 - Rodney King (47), Afro-Amerikaans burger die in 1991 in het nieuws kwam bij zijn gewelddadige arrestatie door de politie van Los Angeles
- 2014 - Paul England (85), Australisch autocoureur
- 2014 - Hans Pos (56), Nederlands filmproducent
- 2015 - Francisco Domingo Barbosa Da Silveira (71), Uruguayaans bisschop
- 2015 - Ron Clarke (78), Australisch atleet en burgemeester
- 2015 - Süleyman Demirel (90), Turks president en premier
- 2015 - Jeralean Talley (116), Amerikaans supereeuwelinge
- 2015 - Jean Warland (88), Belgisch jazzmuzikant en -componist
- 2016 - Ron Lester (45), Amerikaans acteur
- 2016 - Loretto Petrucci (86), Italiaans wielrenner
- 2016 - Prince Be (46), Amerikaans zanger
- 2017 - Henk van Rossum (97), Nederlands politicus
- 2019 - Mohamed Morsi (67), Egyptisch president
- 2019 - Clemens Roothaan (100), Nederlands-Amerikaans natuurkundige en informaticus
- 2019 - Gloria Vanderbilt (95), Amerikaans socialite, kunstenares en modeontwerpster
- 2019 - Henk Vonk (77), Nederlands voetballer en voetbaltrainer
- 2020 - György Kárpáti (84), Hongaars waterpolospeler
- 2020 - Fabrice Philipot (54), Frans wielrenner
- 2020 - Jean Kennedy Smith (92), Amerikaans ambassadrice, activiste en filantrope
- 2020 - Willie Thorne (66), Engels snookerspeler en sportcommentator
- 2021 - Kenneth Kaunda (97), Zambiaans staatsman
- 2022 - Jean-Louis Trintignant (91), Frans acteur
- 2025 - Alfred Brendel (94), Oostenrijks pianist
- 2025 - Bernard Lacombe (72), Frans voetballer en voetbaltrainer

## Viering/herdenking
- Werelddag voor de strijd tegen woestijnvorming en droogte[3]
- Nationale feestdag van IJsland
- Rooms-katholieke kalender:
  - Heilige Hervé (van Bretagne) († 568)
  - Heilige Ranieri Scacceri († 1161)
  - Heilige Fulco van Reims († ca. 900) - plaatselijk feest
  - Heilige Rambold van Regensburg († 1001)
  - Zalige Theresia van Portugal († 1250)
  - Zalige Albert Chmielowski († 1916)

## Weerextremen

### Nederland
| | Officiële records | Officiële records | Officiële records |      | Landelijke records | Landelijke records | Landelijke records |
| Gebeurtenis | Jaar              | Extreem           | Locatie           | Jaar | Extreem            | Locatie            |                    |
| --- | ----------------- | ----------------- | ----------------- | ---- | ------------------ | ------------------ | ------------------ |
| Laagste etmaalgemiddelde temperatuur (°C) | 1916              | 9,5               | De Bilt           |      | 1923               | 7,5                | Maastricht         |
| Hoogste etmaalgemiddelde temperatuur (°C) | 2021              | 24,0              | De Bilt           |      | 2021               | 26,4               | Arcen              |
| Laagste minimumtemperatuur (°C) | 1918              | 2,4               | De Bilt           |      | 2000               | 1,6                | Twenthe            |
| Hoogste minimumtemperatuur (°C) | 2005              | 17,3              | De Bilt           |      | 2021               | 20,8               | Maastricht         |
| Laagste maximumtemperatuur (°C) | 1916              | 12,0              | De Bilt           |      | 1923               | 10,1               | De Kooy            |
| Hoogste maximumtemperatuur (°C) | 2002              | 31,7              | De Bilt           |      | 2021               | 34,0               | Hupsel             |
| Hoogste uurgemiddelde windsnelheid (m/s) | 1944              | 11,3              | De Bilt           |      | 1944               | 18,0               | De Kooy            |
| Hoogste windstoot (m/s) | 1966              | 19,0              | De Bilt           |      | 2012               | 22,0               | Houtribdijk        |
| Langste zonneschijnduur (uur) | 2000              | 15,1              | De Bilt           |      | 1978               | 15,8               | Leeuwarden         |
| Langste neerslagduur (uur) | 1995              | 11,5              | De Bilt           |      | 1995               | 11,8               | Vlissingen         |
| Hoogste etmaalsom van de neerslag (mm) | 1965              | 27,7              | De Bilt           |      | 2020               | 78,0               | Vlissingen         |
| Laagste etmaalgemiddelde relatieve vochtigheid (%) | 1920              | 41                | De Bilt           |      | 1934               | 33                 | Maastricht         |
| Laagste uurwaarde luchtdruk op zeeniveau (hPa) | 1965              | 992,4             | De Bilt           |      | 1965               | 990,6              | Twenthe            |
| Hoogste uurwaarde luchtdruk op zeeniveau (hPa) | 2000              | 1031,6            | De Bilt           |      | 2000               | 1032,1             | Twenthe            |
| Officiële records worden altijd gemeten op het KNMI-weerstation in De Bilt. Landelijke records kunnen worden gemeten op elk officieel KNMI-weerstation in Nederland. |                   |                   |                   |      |                    |                    |                    |

Uitzonderlijke gebeurtenissen
- 1913 - Officieel hoogste maximumtemperatuur in °C van het jaar gemeten in De Bilt: 28,2
- 1917 - Laatste officiële tropische dag van het jaar (maximumtemperatuur ≥ 30 °C in De Bilt)
- 1934 - Landelijk maandrecord laagste etmaalgemiddelde relatieve vochtigheid in % van juni gemeten in Maastricht: 33
- 1936 - Eerste officiële zomerse dag van het jaar (maximumtemperatuur ≥ 25 °C in De Bilt)
- 1957 - Eerste officiële tropische dag van het jaar (maximumtemperatuur ≥ 30 °C in De Bilt)
- 2002 - Eerste officiële tropische dag van het jaar (maximumtemperatuur ≥ 30 °C in De Bilt)
- 2021 - Eerste en enige officiële tropische dag van het jaar (maximumtemperatuur ≥ 30 °C in De Bilt)

### België
Dagrecords
- 1949 - Laagste etmaalgemiddelde temperatuur 8,9 °C
- 2002 - Hoogste etmaalgemiddelde temperatuur 24,5 °C
- 1949 - Laagste minimumtemperatuur 3,2 °C
- 2002 - Hoogste maximumtemperatuur 31,8 °C
- 1933 - Hoogste etmaalsom van de neerslag 13,3 mm

Uitzonderlijke gebeurtenissen
- 1913 - 83 mm neerslag in 24 uur in Genk.
- 1923 - Op de Baraque Michel (Jalhay) wordt neerslag met sneeuw waargenomen.
- 1949 - Minimumtemperatuur 0 °C in Rochefort en −0,1 °C op de Baraque Michel (Jalhay).

<< · 1 · 2 · 3 · 4 · 5 · 6 · 7 · 8 · 9 · 10 · 11 · 12 · 13 · 14 · 15 · 16 · 17 · 18 · 19 · 20 · 21 · 22 · 23 · 24 · 25 · 26 · 27 · 28 · 29 · 30 · >>